# Чекалин (город)
Чека́лин (до 1945 года — Ли́хвин) — город в Суворовском районе Тульской области в России. Население — 935 чел. (2021 год), по результатам Всероссийской переписи населения 2020 (2021) года, второй по малонаселённости город России после Верхоянска. Образует городское поселение город Чекалин.

## Этимология
Впервые упоминается в 1565 году как село Ли́хвин. Название связано с некалендарным личным именем Лихвин (ср. боярский сын Лихвин Семёнов сын Теприцкой, 1585 год). С 1746 года — город Лихвин. В 1944 году переименован в Чекалин по фамилии комсомольца-разведчика Александра Чекалина, казнённого немецкими оккупантами в этом городе.

## География
Город расположен на левом берегу реки Оки, в 102 км от Тулы, в 16 км от Суворова, в 30 км от Перемышля, в 7 км от железнодорожных станций Чекалин (с 2009 года не действует) и Черепеть (на линии Тула — Козельск), на границе с Перемышльским районом Калужской области.
Урез воды реки Оки у Чекалина 122,5 м. Характерная особенность водного режима Оки, достигающей у города стометровой ширины, — высокий уровень весеннего половодья, начинающегося обычно в конце марта и продолжающегося 10—20 дней. Максимальный отмеченный подъём воды составил 13,7 м, средний подъём 2 м. Левый берег Оки, на котором расположен город, имеет большой уклон и изрезан оврагами. На террасированных склонах долины Оки близ Лихвина в XIX веке был произведён стратиграфический опорный разрез, позволивший изучить характер межледниковых отложений, образовавшихся после окского оледенения. Это межледниковье по месту исследования было названо лихвинским.
Около 15 % площади Чекалина занято лесной растительностью, основные древесные породы — липа, дуб, клён остролистный, в густом подлеске отмечены лещина, жимолость лесная, бересклет бородавчатый, жестер слабительный. Травяной покров представлен лесными (сныть, пролесник, осока волосистая) и степными (осока горная, лапчатка белая, чабрец и др.) видами. На песчаных почвах — сосняк почти без подлеска, с букашником горным, цмином песчаным, чабрецом Маршалла в травяном покрове.

## История
Город известен под названием Ли́хвин с 1565 года, когда был причислен Иваном Грозным к опричным городам и укреплён. В конце XVI века входил в Засечную черту, был центром Лихвинских засек. Город был окружён дубовой стеной и четырьмя глухими башнями (валы дерево-земляной Лихвинской крепости сохранились).
С 1727 года Лихвин — уездный город Лихвинского уезда Московской губернии, с 1776 года — Калужского наместничества (губернии). В том же 1776 году губернским архитектором П. Р. Никитиным был разработан генеральный план Лихвина с прямоугольной системой взаимно перпендикулярных улиц. Организуя такую структуру, архитектор включил существующую Соборную гору, где ранее располагался кремль с главным храмом в градостроительную композицию всего города. В начале XIX века Лихвин был оживлённым торговым городом с пристанью на Оке, связывавшей город с Белёвом, Калугой, Алексином.
В конце XIX века Лихвин занимал площадь в одну квадратную версту; в городе насчитывалось 266 домов (в том числе 21 каменный), 4 храма, 25 торговых лавок, 7 трактиров и оптовый винный склад; из 4 действовавших заводов наиболее значительным был винокуренный. Кроме того, в Лихвине числилось свыше 80 ремесленных заведений. Образование было представлено тремя училищами: мужским уездным, мужским приходским и женским двухклассным. Действовала больница на 30 кроватей, организованная в 1905 году, усилиями земского врача Лисицына. Со второй половины XIX века город постепенно приходил в упадок: вследствие обмеления Оки сократилась торговля, а магистральные железные дороги, строительство которых могло бы способствовать экономическому подъёму, обошли Лихвин стороной. Со временем Ока в районе Лихвина стала и вовсе несудоходной.
На 1859 год уездный город Лихвин Калужской губернии на реке Оке при устьи речки Лихвинки. Население в 248 дворах: 1635 мужчин, 1370 женщин. В городе имеются 2 училища (уездное и приходское), больница, почтовая станция, 4 православных церкви. Ежегодно проводятся 2 ярмарки, еженедельно базары.
25 декабря 1905 года от главного железнодорожного вокзала города Тулы — «Московского» — открылось регулярное движение по Тула-Лихвинской железной дороге. Конечная станция Лихвин располагалась на противоположном от Чекалина правом берегу Оки. Станция Лихвин была закрыта в 1941 году после открытия движения по ширококолейной железной дороге Тула—Козельск; сама же Тула-Лихвинская узкоколейная железная дорога работала до 1996 года.
С 1941 года Лихвин являлся центром Черепетского района, а с 1944 года по 1958 год — Чекалинского района.
Во время Великой Отечественной войны город два месяца находился под немецкой оккупацией (с 19 октября 1941 года).
В 1944 году город Лихвин был переименован в Чекалин — в честь казнённого здесь 6 ноября 1941 года 16-летнего партизана, Героя Советского Союза А. П. Чекалина.
В советские времена в городе работало несколько предприятий: молокозавод; комбинат, производивший одеяла; детский санаторий и леспромхоз.
7 августа 1970 года был организован драматический кружок, который вырос в Чекалинский народный театр.
С 2006 года город образует городское поселение «город Чекалин». В 2008 году разработан генеральный план города. В 2012 году администрацией Суворовского района было предложено изменить статус поселения на сельское, что вызвало протест жителей Чекалина; в результате городской статус был сохранён.

## Герб города
«Обычай был татарский, давать зло знаменующие имена тем городам, которые сильно против их защищались; от чего и наименование сего града произошло, и так: в червлёном поле, знаменующим кровопролитие, означается его герб: стоящий горностаевый лев со златым языком и когтями, обращённый направо, в правой лапе он держит замахнутый златой меч, а в левой, серебряный щит с чёрным крестом, показующий благородство и храбрость тогдашних его жителей, и что защищение сие им несчастно было».
 Герб города высочайше утверждён 10 (21) марта 1777 года вместе с другими гербами городов Калужского наместничества.

## Население
| 1856  | 1897  | 1913  | 1926  | 1931  | 1939  | 1959  | 1970  | 1979  | 1989  | 1992  |
| ----- | ----- | ----- | ----- | ----- | ----- | ----- | ----- | ----- | ----- | ----- |
| 2900  | ↘1600 | ↗1900 | ↘1700 | ↘1500 | ↗2384 | ↘2208 | ↘2085 | ↘1725 | ↘1319 | ↘1300 |
| 1996  | 1998  | 2000  | 2001  | 2002  | 2003  | 2005  | 2006  | 2007  | 2008  | 2010  |
| ↘1200 | ↗1300 | →1300 | ↘1200 | ↘1151 | ↗1200 | ↘1100 | →1100 | ↘1000 | →1000 | ↘994  |
| 2011  | 2012  | 2013  | 2014  | 2015  | 2016  | 2017  | 2018  | 2019  | 2020  | 2021  |
| ↗1000 | ↘979  | ↗985  | ↘975  | ↘964  | ↗965  | ↘941  | ↘914  | ↘888  | ↘863  | ↗935  |

## Таблица роста
На 1 января 2025 года по численности населения город находился на 1123-м месте из 1124 городов Российской Федерации. Второй по малонаселённости город после Верхоянска.

## Экономика
Действовавшие в советское время предприятия к настоящему времени заброшены, работает только молокозавод. Жители города работают преимущественно в социальной сфере, часть чекалинцев работает в соседних Суворове и Краинке.
Функционирует пожарное депо (свыше 20 занятых в 2014 году).
В 2014 году в городе насчитывалось три действующих магазина (два продовольственных и хозяйственный).

## Социальная сфера
Объекты образования представлены школой и детским садом. При школе открыт музей. Больница — филиал Суворовской ЦРБ — в настоящее время действует фактически в режиме амбулатории; в 2014 году только 2 врача работали здесь постоянно. При городском доме культуры работает библиотека. Имеется также почтовое отделение. Единственное заведение общественного питания — трактир «Лихвин» — летом 2014 года не действовало. Банковское обслуживание населения не производится, ближайшее отделение Сбербанка России расположено в посёлке Черепеть.
Объём жилого фонда в 2008 году составлял 32,1 тыс. м² (в том числе каменной застройки 6,8 тыс. м², деревянной 22,7 тыс. м²), в основном это дома постройки до 1917 года. 24,8 тыс. м² жилого фонда имело степень износа свыше 70 %. Насчитывалось 339 одноэтажных домов и 141 двухэтажный. Обеспеченность жилищного фонда водопроводом составляет 62 %, канализацией — 35 %. Жители одноэтажной застройки пользуются выгребными ямами. Очистное сооружение, построенное в 1976 году, разрушено и не работает. Уровень газификации природным газом составляет 32,3 %, а совместно со сжиженным — 96 %. Центрального отопления нет. Отопление частично от АГВ, частично печное.
Многоквартирных домов советской постройки в городе всего три: Калужская 39, Калужская 39а, Ленина 3а. Все три — двухэтажные двухподъездные.

## Транспорт
Через город проходят трассы Р92 «Калуга — Орёл» и Р146 «Чекалин — Суворов — станция Ханино».
По трассе Р146 действует автобусное сообщение Чекалин — Краинка (курортный посёлок) — Черепеть (посёлок) — Лужковский (посёлок) — Суворов. Через город проходят пригородные маршруты автобусов 193 Суворов — Староселье, 194 Суворов — Песоченский, 195 Суворов — Чекалин.

## Туризм
Туристическая инфраструктура Чекалина в форме малого бизнеса развита очень слабо. В 2020 году в городе открылось первое кафе «Лихвинский дворик», которое специализируется на русской кухне, в меню которой присутствуют лихвинские расстегаи со щукой, выловленной в протекающей рядом с городом Оке. В непосредственной близости от центра Чекалина располагаются санаторий-курорт «Краинка» и SPA-отель «Лихвинские воды», где помимо номерного фонда имеются услуги комплексной медицинской реабилитации.

## Достопримечательности
Город в основном сохранил прямоугольную сетку кварталов, заложенную в генеральном плане 1776 года. Единственный уцелевший храм города, Свято-Введенский, расположен на улице Ленина. У северного въезда в город на Калужской улице стоит здание бывшей часовни 1913 года постройки.
В городе сохранились фрагменты жилой и общественной застройки XVIII—XIX веков (главным образом одно- и двухэтажные бывшие купеческие дома), большая их часть сосредоточена на главной улице Чекалина — Калужской. Это постройки середины—конца XIX века, принадлежавшие купцам А. В. Дешину (№ 24), И. Е. Арянцеву (№ 31), Матюхинским (№ 41), Миленушкиным (№ 34). К концу XVIII века относится дом купца И. А Пронина (№ 34). На Калужской улице сохранился также ряд общественных зданий XIX века, в которых размещались уездное Дворянское собрание (№ 26, 1810 год), земство (№ 28, 1784 год), уездное управление воинского начальника (№ 44, 1-я половина XIX века), архив (пересечение Калужской улицы и улицы Чекалина, 1910 год), полицейское управление (№ 31, 33, 1810-е годы). Ещё одно здание первой половины XIX века — дом бывших служивых казаков (№ 38).
Ряд образцов городской каменной застройки есть и на улице Чекалина. Это здание купеческих лавок (№ 20, 1-я половина XIX века), уездного суда (№ 25, начало XIX века), бывшей пожарной охраны (№ 27, 1-я половина XIX века), дома купцов Аносова (№ 23, 1-я половина XIX века), Миленушкина (№ 19, 1810 год), Терехова (№ 21, 1815 год), Миссинского (№ 29, 1-я половина XIX века), семьи Прониных (№ 17, 1810-е годы). На Свято-Введенской улице — здание бывшей почтово-телеграфной конторы (№ 23, 1-я половина XIX века).
Примечательны здания бывшей тюрьмы (первая половина XIX века) и больницы (1900-е годы, стиль модерн; при строительстве были использованы кирпичи ранее располагавшегося на этом участке Афанасьевского женского монастыря). В центре города установлен бюст Героя Советского Союза Александра Чекалина.
Афанасьевский женский монастырь, располагавшийся в городе, был основан в конце XVI века воеводой Даниилом Семёновичем Одоевским. Из его рода происходили настоятельницы монастыря — игуменьи Аполлинария (управляла обителью в 1625 году) и Матрёна (в 1685 году). После секуляризационной реформы 1764 года монастырь стал третьеклассным, после чего упразднён за ветхостью. Его утварь передали в Спасскую церковь Лихвина. На месте монастыря располагался сад городской больницы, в память о монастыре в нём была установлена кирпичная тумба с железным крестом.
У северных границ города, на крутом склоне коренного берега Оки, находится памятник природы регионального значения Лихвинский разрез (площадь 60,1 га). Близ города расположено несколько археологических объектов — стоянки времён палеолита и неолита, городище Дуна (поселение здесь существовало до XIII века, сохранились остатки вала). На территории плодового сада Чекалинской средней школы сохранились фрагменты стрелецкого вала XVI—XVII веков.
В 2020 году Соборной горе — центральном объекте исторического наследия бывшего уездного города Лихвина — в рамках реализации проекта «Чекалин — маленький центр большого отдыха» была воссоздана древняя деревянная крепость с парковой зоной, детскими городками, смотровой площадкой и площадью с деревянной часовней, которую освятили в честь Святой Софии.

## Галерея

На въезде в город со стороны Суворова.
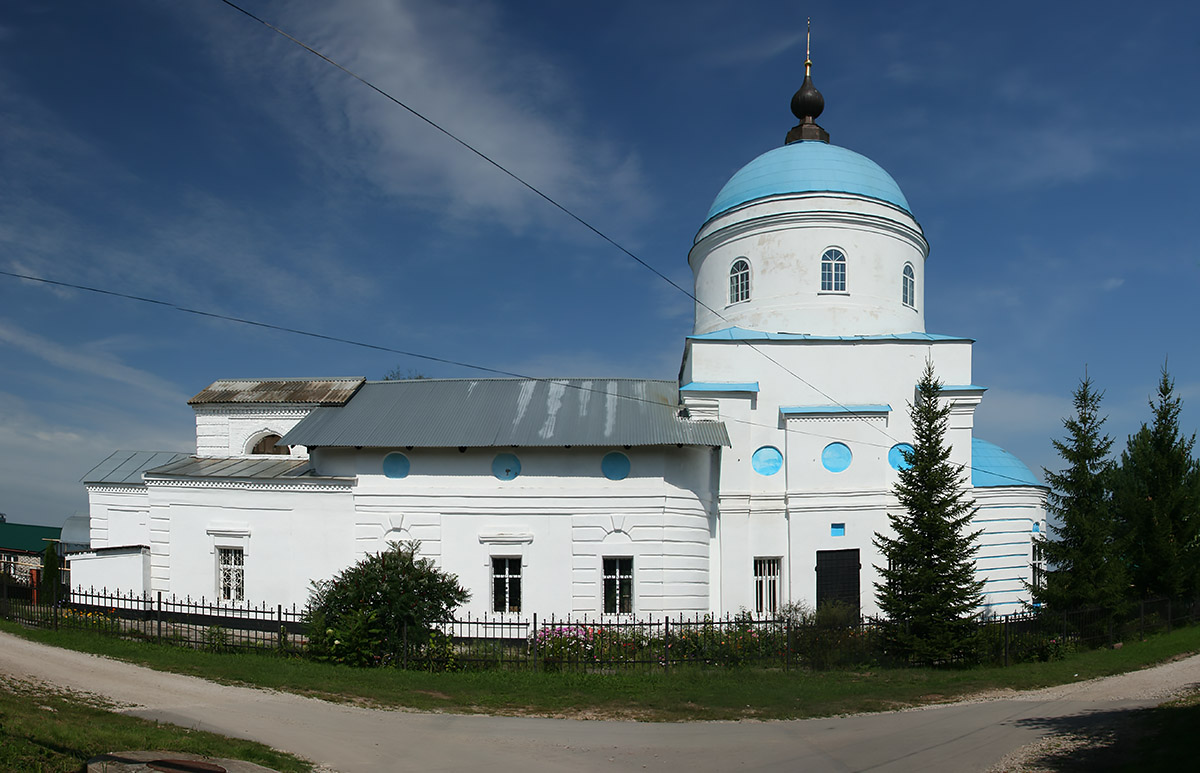
Введенский храм 1821 года постройки.
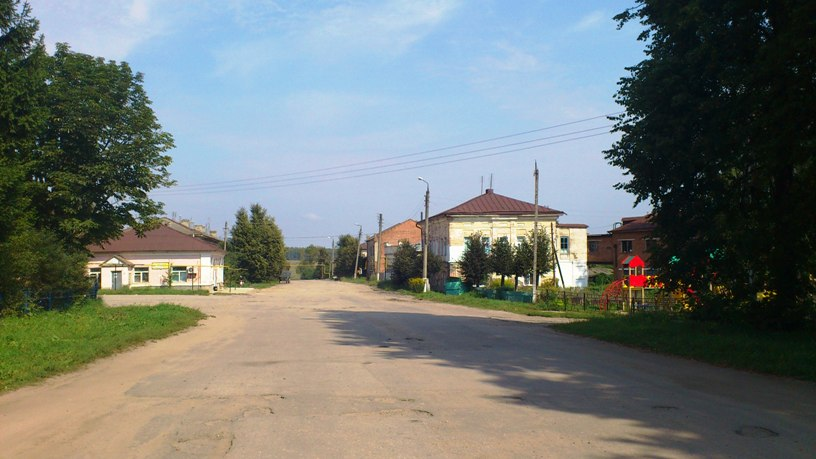
Центр города, улица Калужская.
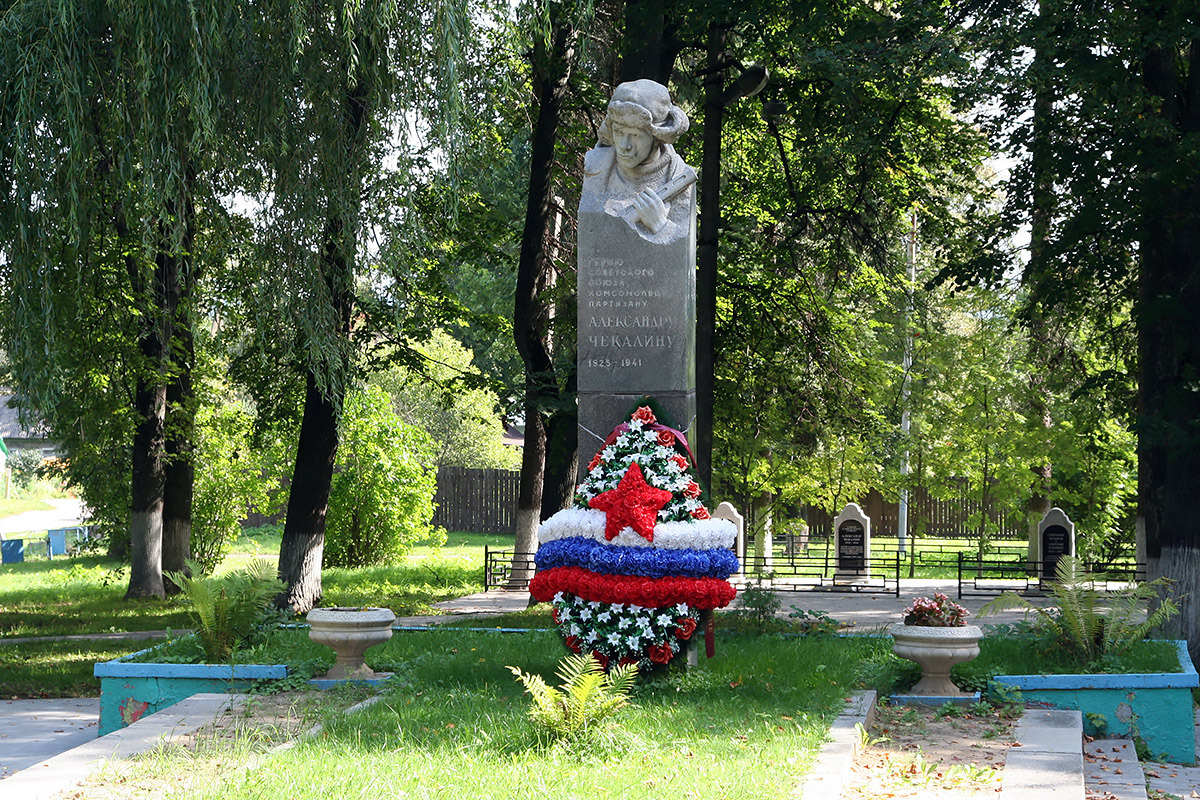
Памятник Александру Чекалину.
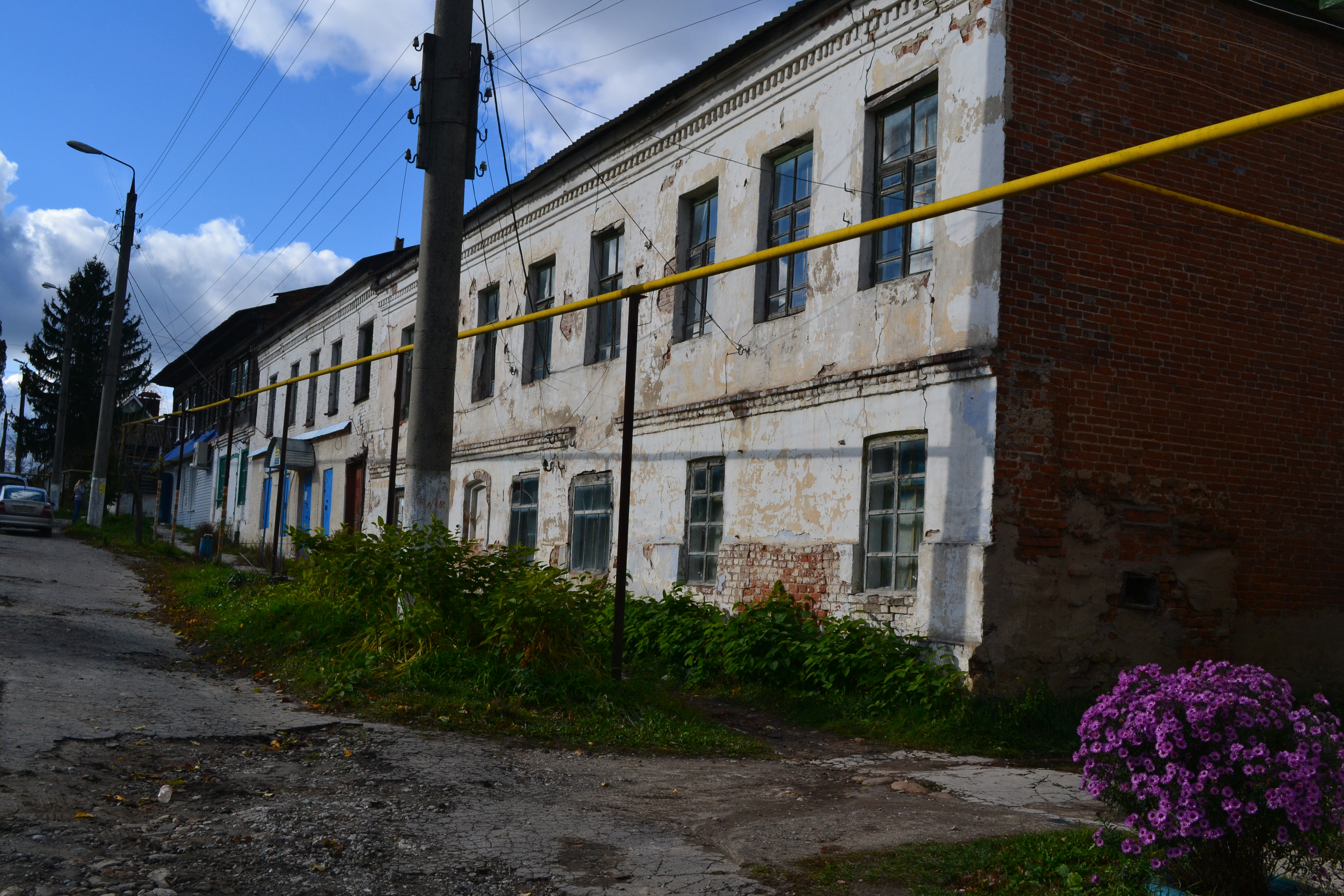
Улица Чекалина
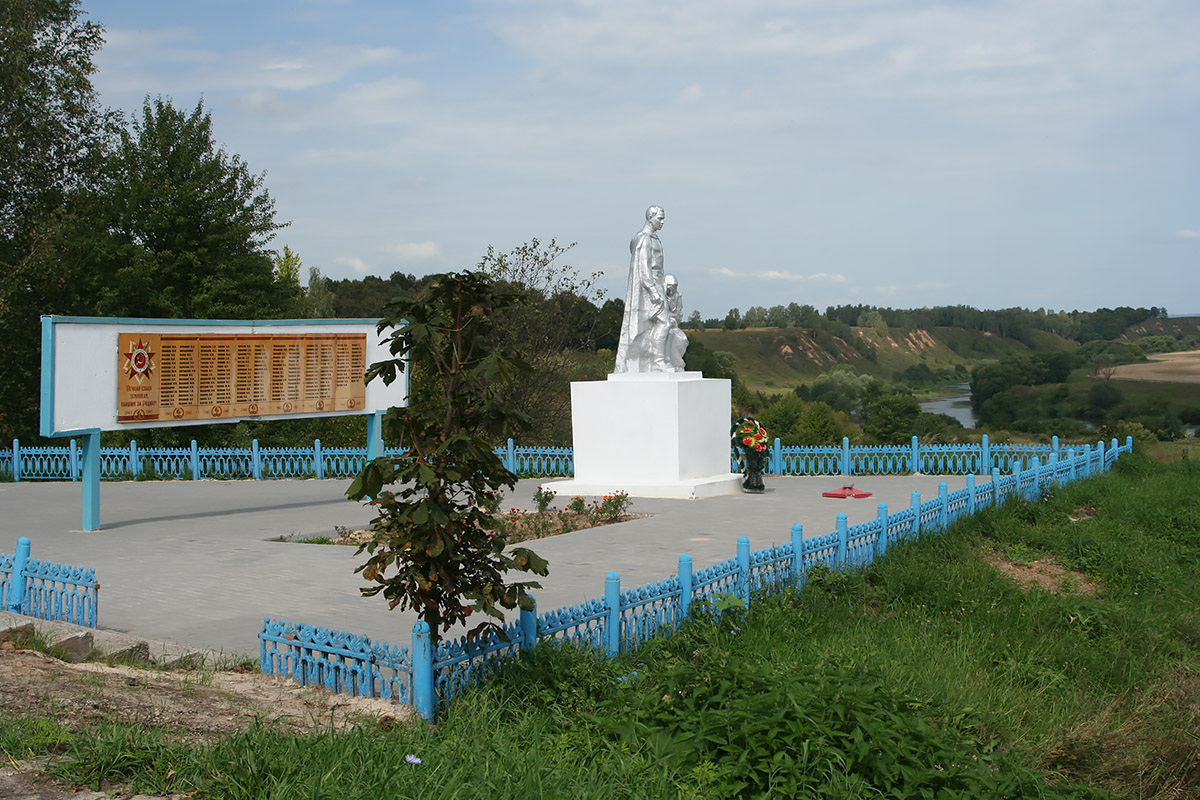
Мемориал на могиле погибших в ВОВ.